# Доња Црнишава
Доња Црнишава је насеље у Србији у општини Трстеник у Расинском округу. Према попису из 2022. било је 302 становника (према попису из 1991. било је 498 становника).

## Историја
Село је старо средњовековно насеље и чини се да кроз целу прошлост није било без становништва. Помиње се 1476. и 1559. године, са 13 кућа.
Стара локација била је на десној страни Црнишавске реке, на осојном делу атара, па је у прошлости насеље пресељено на присојну, доста стрму страну између Белог брда и Тигањца. Касније је насеље постепено пресељавано са једне и друге стране пута ближе левој обали Црнишавске реке, на повољнију локацију.

## Географија
Доња Црнишава се налази југоисточно од Трстеника, на 7 километара удаљености. Насеље је збијеног друмског типа на левој страни средњег тока Црнишавске реке. Простире се у висинској зони од 185 до 224 метара, у подножју Белог брда (323м) и Козника (413м). Пружа се правцем североисток-југозапад.
Граничи се са атарима села: са истока Доњим Рибником, са југа Камењачом и Јасиковицом, са запада Горњом Црнишавом и Очацима, а са севера Горњим Рибником. Чине га пет засеока, са родовским именима, али нису стриктно одвојени (међусобно се додирују): Алексићи, Бзенићи, Андрићи, Џопалићи и Вељковићи.
Забележено је 1834. године да је ово село било међу три села трстеничког краја са највећом производњом грожђа.
Земљиште, по геолошком саставу, је, неогени језерски седимент, а по педолошком саставу смоница. У неогеним језерским сендиментима (Црнишавско-Чаирска пешчана серија) јављају се танки трослојци угља, наслаге битуминозних шкриљаца и налазишта полутечне битумије (асфалта) у потоку Јовинац.
Смештај атара села је између већих узвишења, која их штите од јачих удара ветра, условљавају нешто блажу климу, што се повољно одражава на воће и винограде.

## Демографија
У насељу Доња Црнишава живи 344 пунолетна становника, а просечна старост становништва износи 44,5 година (41,8 код мушкараца и 47,4 код жена). У насељу има 126 домаћинстава, а просечан број чланова по домаћинству је 3,25.
Ово насеље је великим делом насељено Србима (према попису из 2002. године).
|  |

| Демографија | Демографија | Демографија |
| Година      | Становника  | Становника  |
| ----------- | ----------- | ----------- |
| 1948.       | 543         |             |
| 1953.       | 550         |             |
| 1961.       | 547         |             |
| 1971.       | 567         |             |
| 1981.       | 493         |             |
| 1991.       | 498         | 490         |
| 2002.       | 410         | 442         |

| Етнички састав према попису из 2002.‍ | Етнички састав према попису из 2002.‍ | Етнички састав према попису из 2002.‍ | Етнички састав према попису из 2002.‍ | Етнички састав према попису из 2002.‍ |
| ------------------------------------ | ------------------------------------ | ------------------------------------ | ------------------------------------ | ------------------------------------ |
|                                      |                                      |                                      |                                      |                                      |
| Срби                                 | Срби                                 |                                      | 404                                  | 98,53%                               |
| Хрвати                               | Хрвати                               |                                      | 1                                    | 0,24%                                |
| Словенци                             | Словенци                             |                                      | 1                                    | 0,24%                                |
| Бугари                               | Бугари                               |                                      | 1                                    | 0,24%                                |
| непознато                            | непознато                            |                                      | 3                                    | 0,73%                                |

| Година пописа     | 1948. | 1953. | 1961. | 1971. | 1981. | 1991. | 2002. |
| ----------------- | ----- | ----- | ----- | ----- | ----- | ----- | ----- |
| Број домаћинстава | 90    | 102   | 121   | 139   | 126   | 135   | 126   |

| Број чланова      | 1  | 2  | 3  | 4  | 5  | 6  | 7 | 8 | 9 | 10 и више | Просек |
| ----------------- | -- | -- | -- | -- | -- | -- | - | - | - | --------- | ------ |
| Број домаћинстава | 30 | 23 | 22 | 12 | 23 | 10 | 4 | 1 | 1 | 0         | 3,25   |

| Пол    | Укупно | Неожењен/Неудата | Ожењен/Удата | Удовац/Удовица | Разведен/Разведена | Непознато |
| ------ | ------ | ---------------- | ------------ | -------------- | ------------------ | --------- |
| Мушки  | 188    | 59               | 117          | 9              | 3                  | 0         |
| Женски | 176    | 17               | 114          | 43             | 2                  | 0         |
| УКУПНО | 364    | 76               | 231          | 52             | 5                  | 0         |

| Пол    | Укупно                    | Пољопривреда, лов и шумарство | Рибарство                            | Вађење руде и камена | Прерађивачка индустрија       |
| ------ | ------------------------- | ----------------------------- | ------------------------------------ | -------------------- | ----------------------------- |
| Мушки  | 96                        | 19                            | 0                                    | 0                    | 47                            |
| Женски | 49                        | 15                            | 0                                    | 0                    | 23                            |
| УКУПНО | 145                       | 34                            | 0                                    | 0                    | 70                            |
| Пол    | Производња и снабдевање   | Грађевинарство                | Трговина                             | Хотели и ресторани   | Саобраћај, складиштење и везе |
| Мушки  | 0                         | 3                             | 14                                   | 1                    | 0                             |
| Женски | 0                         | 0                             | 2                                    | 2                    | 0                             |
| УКУПНО | 0                         | 3                             | 16                                   | 3                    | 0                             |
| Пол    | Финансијско посредовање   | Некретнине                    | Државна управа и одбрана             | Образовање           | Здравствени и социјални рад   |
| Мушки  | 0                         | 4                             | 1                                    | 1                    | 1                             |
| Женски | 2                         | 2                             | 0                                    | 2                    | 1                             |
| УКУПНО | 2                         | 6                             | 1                                    | 3                    | 2                             |
| Пол    | Остале услужне активности | Приватна домаћинства          | Екстериторијалне организације и тела | Непознато            | Непознато                     |
| Мушки  | 1                         | 0                             | 0                                    | 4                    | 4                             |
| Женски | 0                         | 0                             | 0                                    | 0                    | 0                             |
| УКУПНО | 1                         | 0                             | 0                                    | 4                    | 4                             |